# Sarah MacMaster
Sarah MacMaster (4 de julio de 1983) es una deportista canadiense que compitió en bádminton. Ganó una medalla de bronce en los Juegos Panamericanos de 2007, en la prueba individual.

## Palmarés internacional
| Juegos Panamericanos | Juegos Panamericanos    | Juegos Panamericanos | Juegos Panamericanos |
| Año                  | Lugar                   | Medalla              | Prueba               |
| -------------------- | ----------------------- | -------------------- | -------------------- |
| 2007                 | Río de Janeiro (Brasil) | Medalla de bronce    | Individual           |